# Чистое Поле (Красноярский край)
Чи́стое По́ле — посёлок в Балахтинском районе Красноярского края. Административный центр Чистопольского сельсовета.

## География
Посёлок находится на берегу реки Чулым, на расстоянии 40 км к юго-западу от посёлка городского типа Балахта, административного центра района.

## История
В 1976 году указом Президиума Верховного Совета РСФСР посёлок центральной усадьбы Балахтинского зерносовхоза переименован в Чистое Поле.

## Население
| 1989 | 2002  | 2010  |
| ---- | ----- | ----- |
| 1143 | ↗1211 | ↘1066 |

### Гендерный состав
По данным Всероссийской переписи населения 2010 года, из 1066 человек в населённом пункте проживали 498 мужчин и 568 женщин.

## Улицы
| - ул. Грязнова, - ул. Зелёная, - пер. Каменный, - пер. Космонавтов, - ул. Космонавтов, | - ул. Ленина, - пер. Мира, - ул. Мира, - ул. Молодёжная, - ул. Мудрова, | - ул. Полевая, - ул. Пришкольная, - ул. Советская, - ул. Старая, - ул. Чулымская. |